# Liste von Ethnien mit traditionellen Körpermodifikationen
Die Liste von Ethnien mit traditionellen Körpermodifikationen führt Ethnien und Volksgruppen auf, die bestimmte Körpermodifikationen gegenwärtig oder historisch als einen zentralen Bestandteil ihrer kulturellen Identität betrachten.

## Afrika
| Ethnie          | Staat/Region | Traditionelle Körpermodifikation | Bild                                                |
| --------------- | --- | --- | --------------------------------------------------- |
| Azande          | Zentralafrika | Zahndeformation, Skarifikation | Azande                                              |
| Baka            | Kamerun, Republik Kongo, Zentralafrikanische Republik, Gabun                                                             | Zahndeformation |                                                     |
| Baluba          | Demokratische Republik Kongo                                                                                             | Skarifizierung | Luba                                                |
| Bangala         | zwischen Kongo und Ubangi                                                                                                | Tatauierung | Bangala                                             |
| Banyang         | Kamerun | Die Banyang, vom Oberlauf des Cross River, tragen Skarifizierungen an Brust und Armen. |                                                     |
| Berber          | Marokko, Algerien, Tunesien, Libyen, Mauretanien, Mali, Niger, Ägypten                                                   | Unter Berber-Frauen waren blau-grüne Tätowierungen im Gesicht, an den Unterarmen, den Handgelenken und den Waden kulturell verankert. Die Tätowierungen bestanden aus spirituellen Schriftzeichen, entlehnten Symbolen und Ornamenten. Die Muster sind Ausdruck von Verbundenheit mit Natur und Kosmos und symbolisieren Fruchtbarkeit und Schutz. | Berberfrau mit Tätowierungen auf Gesicht und Armen  |
| Bétamarribé     | Benin | Skarifizierung |                                                     |
| Chokwe          | Angola, Demokratische Republik Kongo, Sambia                                                                             | Skarifizierung, Zahndeformation | Maske mit deformierten Zähnen und Skarifizierungen  |
| Dassanetch      | Äthiopien, Kenia | Labret-Piercing, Skarifikation | Dassanetch                                          |
| Datooga         | Tansania | Geweitete Piercings, Skarifikation | Datoga mit Skarifikatonen und Ohrlöchern            |
| Dinka           | Südsudan | Skarifizierung | Dinka mit Skarifikation                             |
| Fulbe           | Mauretanien, Senegal, Gambia, Guinea-Bissau, Mali, Burkina Faso, Niger, Guinea, Nigeria, Kamerun, Tschad, Republik Sudan | Frauen tragen in jedem Ohr bis zu zwölf Ohrringe, die ab ihrem ersten Lebensjahr gestochen werden. Auch das Tragen von Septum-Piercings ist bei den Frauen üblich. Zudem tätowieren sich die Frauen den Mundbereich über die Lippen hinaus mit Indigo.                                                                                             | Fulbe mit Tätowierung am Mundbereich                |
| Hamar           | Äthiopien | Die Hamar tragen traditionell geometrisch angeordnete Schmucknarben. Sie gelten als Schönheitsideal und befinden sich vor allem auf dem Rücken und den Armen. Bei Männern symbolisieren sie Erfolge bei der Jagd und der Verteidigung des Stammes.                                                                                                 | Hamar mit Schmucknarben                             |
| Kikuyu          | Kenia | Geweitete Ohrlöcher | Kikuyu                                              |
| Makonde         | Mosambik, Tansania | Lippenteller, Tätowierung | Makonde mit Lippentellern                           |
| Manduru         | Central Equatoria | Die Manduru tragen V-förmige, mehrreihige Skarifizierungen auf der Stirn. |                                                     |
| Mangbetu        | Demokratische Republik Kongo                                                                                             | Conch-Piercing, Schädeldeformation | Mangbetu-Frau mit Schädeldeformation und Ohrschmuck |
| Massai          | Kenia, Tansania | Geweitete Piercings, Helix-Piercing, Zirkumzision | Massai                                              |
| Mongwandi       | Kongo | Die Mongwandi tragen knopfartige Skarifizierungen auf der Stirn. |                                                     |
| Mursi           | Äthiopien | Die Mursi sind bekannt für die Lippenteller der Frauen, dhebi genannt. Um diese einzusetzen, werden bei Mädchen am Ende der Pubertät die Unterlippe aufgeschnitten und zwei der unteren Schneidezähne ausgeschlagen. Die Mursi tragen zudem geweitete Piercings und Skarifizierungen, die aus geometrisch angebrachten Narben bestehen.            | Mursi-Frau mit Lippenteller und Ziernarben          |
| Nandi           | Kenia | Geweitete Ohrlöcher | Nandi                                               |
| Ngombe          | Demokratische Republik Kongo                                                                                             | Skarifizierung | Ngombe                                              |
| Nuba            | Sudan | Skarifizierung | Nuba mit Skarifizierungen                           |
| Nuer            | Äthiopien, Südsudan | Skarifizierung (Gaar) |                                                     |
| Nyangatom       | Äthiopien | Skarifizierung, Labret-Piercings | Nyangatom                                           |
| Pokot           | Kenia, Uganda | Unter Angehörigen der Pokot ist neben großen Ohrringen das Tragen eines Blattes aus Aluminium als Septum-Piercing üblich. | Ohrschmuck bei den Pokot                            |
| Sanan           | Burkina Faso | Skarifizierung | Sanan mit Skarifizierung                            |
| Schilluk (Volk) | Südsudan | Skarifizierung | Schilluk                                            |
| Senufo          | Elfenbeinküste, Mali, Burkina Faso                                                                                       | Skarifizierung, Zahndeformation | Senufo mit Skarifizierung und deformierten Zähnen   |
| Surma           | Äthiopien | Skarifizierung, Lippenteller, Geweitete Piercings | Surma                                               |
| Tigray          | Äthiopien | Die Tigray tragen unter anderem ein tätowiertes Kreuz aus dem äthiopisch-orthodoxen Christentum auf der Stirn. | Tigray                                              |
| Tsamay          | Äthiopien | Tätowierung |                                                     |
| Turkana         | Kenia | Unter den Turkana sind und waren Septum-Piercings mit großen Metall-Ornamenten sowie Labret-Piercings verbreitet. | Labret-Schmuck der Turkana                          |
| Wodaabe         | Sahelzone | Frauen tragen bei den Wodaabe Gesichtstätowierungen. | Wodaabe mit Gesichts-Tätowierungen                  |
| Yoruba          | Nigeria | Stammeszeichen der Yoruba – Skarifikation, Tätowierung | Yoruba mit Tätowierungen auf dem Oberkörper         |

## Amerika
| Ethnie         | Staat/Region                                             | Traditionelle Körpermodifikation | Bild                                                                                      |
| -------------- | -------------------------------------------------------- | --- | ----------------------------------------------------------------------------------------- |
| Absarokee      | Vereinigte Staaten                                       | Tätowierung |                                                                                           |
| Aché (Guayaki) | Paraguay                                                 | Jugendweihe: Lippenpflock, Mannbarkeitsweihe: Rücken-Skarifizierung, mindestens 10 Längsstriche auf Rücken |                                                                                           |
| Akuntsu        | Bolivien                                                 | Die Akuntsu trugen Schmuck im Septum und den Lippen, sowie geweitete Löcher in den Ohren. |                                                                                           |
| Aleuten        | Vereinigte Staaten (Alaska)                              | Ohrloch, Septum-Piercing, Tätowierung | Aleut                                                                                     |
| Algonkin       | Kanada                                                   | Tätowierung |                                                                                           |
| Anishinabe     | Kanada, Vereinigte Staaten                               | Tätowierung |                                                                                           |
| Apiaká         | Brasilien                                                | Die Apiaká tätowierten sich ein Band um den Mund. | Apiaká mit Tätowierung im Gesicht                                                         |
| Arapaho        | Vereinigte Staaten                                       | Tätowierung |                                                                                           |
| Blackfoot      | Kanada, Vereinigte Staaten                               | Tätowierung |                                                                                           |
| Bororo         | Brasilien                                                | Labret-Piercing, Septum-Piercing | Bororo                                                                                    |
| Botokuden      | Brasilien                                                | Die Botokuden trugen Lippenteller und Gedehnte Piercings in den Ohren und erhielten daraus ihren Namen (botoque = Holzpflock). | Botokuden                                                                                 |
| Canela         | Brasilien                                                | Ohrpflöcke | Ohrpflöcke der Canela                                                                     |
| Cherokee       | Vereinigte Staaten                                       | Tätowierung |                                                                                           |
| Chinook        | Vereinigte Staaten                                       | Schädeldeformation, Tätowierung | Schädeldeformation bei den Chinook                                                        |
| Chiriguano     | Argentinien, Paraguay, Bolivien                          | Lippenpflock | Chiriguano-Indianer mit Lippenpflock                                                      |
| Choctaw        | Vereinigte Staaten                                       | Tätowierung |                                                                                           |
| Comanchen      | Vereinigte Staaten                                       | Tätowierung |                                                                                           |
| Cree           | Kanada, Vereinigte Staaten                               | Tätowierung |                                                                                           |
| Eskimo         | Kanada, Dänemark (Grönland), Vereinigte Staaten (Alaska) | Tätowierung | Eskimos mit Geschichtstätowierung                                                         |
| Flathead       | Vereinigte Staaten                                       | Schädeldeformation, Septum-Piercing | Flathead                                                                                  |
| Fox            | Vereinigte Staaten                                       | Tätowierung |                                                                                           |
| Haida          | Vereinigte Staaten (Alaska)                              | Lippenpflock, Septum-Piercing, Tätowierung | Haida                                                                                     |
| Hesquiaht      | Kanada                                                   | Septum-Piercing | Hesquiaht                                                                                 |
| Huaorani       | Ecuador                                                  | Geweitete Piercings | Huaorani                                                                                  |
| Ikpeng         | Brasilien                                                | Tätowierung |                                                                                           |
| Illinois       | Vereinigte Staaten                                       | Tätowierung |                                                                                           |
| Inka           | Peru                                                     | Schädeldeformation | Deformierter Inca-Schädel                                                                 |
| Karajá         | Brasilien                                                | Septum-Piercing, Labret-Piercing, Tätowierung | Karajá                                                                                    |
| Karankawa      | Vereinigte Staaten                                       | Brustwarzenpiercing, Labret-Piercing, Tätowierung |                                                                                           |
| Kayabi         | Brasilien                                                | Tätowierung |                                                                                           |
| Kayapo         | Brasilien                                                | Unter Männern der Kayapo werden Lippenteller getragen. | Raoni mit Lippenteller                                                                    |
| Kiowa          | Vereinigte Staaten                                       | Tätowierung |                                                                                           |
| Kuna           | Panama                                                   | Septum-Piercing | Kuna                                                                                      |
| Kwakwaka'wakw  | Kanada                                                   | Septum-Piercing | Kwakwaka'wakw                                                                             |
| Kutenai        | Kanada, Vereinigte Staaten                               | Tätowierung |                                                                                           |
| Mahican        | Vereinigte Staaten                                       | Tätowierung |                                                                                           |
| Maijuna        | Peru                                                     | Gedehnte Ohrlöcher |                                                                                           |
| Makah          | Vereinigte Staaten                                       | Die Mädchen der Makah bekamen Tätowierungen an Waden, Unterarmen und Händen, die Jungen nur an den Händen. |                                                                                           |
| Mandan         | Kanada, Vereinigte Staaten                               | Tätowierung |                                                                                           |
| Marubo         | Brasilien                                                | Bei den Marubo tragen sowohl Kinder als auch Erwachsene Perlenketten die über das Gesicht von einem Ohr zum anderen hängen und durch die Nasenscheidewand gezogen werden. Sie sind aus kleinen Schneckenhäusern gefertigt die von den Frauen aufgefädelt werden. Außerdem tragen sie traditionelle Tätowierung.                                                              |                                                                                           |
| Matis          | Brasilien                                                | Angehörige der Matis tragen traditionell tätowierte Linien, sowie diverse Piercings im Gesicht. Dazu gehören geweitete Ohrlöcher, Septumpiercings in der Nasenscheidewand, verschiedene Formen des Labret-Piercings im Mundbereich und mehrere kleine Nostril-Piercings durch die Nasenflügel, die mit ihrem Schmuck an Schnurrhaare einer Katze erinnern.                   | Matis                                                                                     |
| Matsés         | Brasilien                                                | Tätowierung, Gedehnte Piercings, Labret-Piercing, Nostril-Piercing |                                                                                           |
| Maya           | Mexiko                                                   | Schädeldeformation | Schädeldeformation bei den Maya                                                           |
| Metyktire      | Brasilien                                                | Lippenpflöcke |                                                                                           |
| Minnataree     | Vereinigte Staaten                                       | Tätowierung |                                                                                           |
| Mohave         | Vereinigte Staaten                                       | Tätowierung auf dem Kinn. | Olive Oatman mit einer Mohave-Tätowierung                                                 |
| Mohawk         | Kanada, Vereinigte Staaten                               | Tätowierung | Der Mohawk Sa Ga Yeath Qua Pieth Tow mit Tätowierungen                                    |
| Munduruku      | Pará, Brasilien                                          | Tätowierung | Munduruku                                                                                 |
| Muskogee       | Vereinigte Staaten                                       | Tätowierung | Tomochichi                                                                                |
| Natchez        | Vereinigte Staaten                                       | Tätowierung |                                                                                           |
| Nez Percé      | Vereinigte Staaten                                       | Tätowierung |                                                                                           |
| Nlaka'pamux    | Vereinigte Staaten                                       | Tätowierung |                                                                                           |
| Nuu-chah-nulth | Kanada                                                   | Septum-Piercing, Tätowierung | Nuu-chah-nulth                                                                            |
| Omaha          | Vereinigte Staaten                                       | Tätowierung |                                                                                           |
| Oneida         | Kanada, Vereinigte Staaten                               | Tätowierung |                                                                                           |
| Osage          | Vereinigte Staaten                                       | Tätowierung |                                                                                           |
| Pataxó         | Brasilien                                                | Geweitete Piercings, Labret-Piercing, Septum-Piercing | Pataxó                                                                                    |
| Pawnee         | Vereinigte Staaten                                       | Tätowierung |                                                                                           |
| Piankeshaw     | Vereinigte Staaten                                       | Tätowierung |                                                                                           |
| Pima           | Vereinigte Staaten                                       | Tätowierung |                                                                                           |
| Peoria         | Vereinigte Staaten                                       | Tätowierung |                                                                                           |
| Ponca          | Vereinigte Staaten                                       | Tätowierung |                                                                                           |
| Potawatomi     | Kanada, Vereinigte Staaten                               | Tätowierung |                                                                                           |
| Rikbaktsa      | Mato Grosso, Brasilien                                   | Ohrenpflöcke | Rikbaktsa                                                                                 |
| Sauk           | Vereinigte Staaten                                       | Tätowierung |                                                                                           |
| Seneca         | Kanada, Vereinigte Staaten                               | Tätowierung |                                                                                           |
| Shawnee        | Vereinigte Staaten                                       | Die Häuptlinge der Shawnee, Tenskwatawa und Tecumseh trugen Septum-Piercings. | Tenskwatawa um 1820, ein Bruder Tecumsehs                                                 |
| Sioux          | Vereinigte Staaten                                       | Tätowierung |                                                                                           |
| Timucua        | Vereinigte Staaten                                       | Die Männer der Timucua trugen Tätowierung | Krieger der Timucua mit Waffen und Tätowierungen. Zeichnung von Jacques Le Moyne, um 1562 |
| Tlingit        | Kanada, Vereinigte Staaten                               | Septum-Piercing, Tätowierung | Tlingit                                                                                   |
| Tolowa         | Vereinigte Staaten                                       | Tätowierung |                                                                                           |
| Tupí           | Brasilien                                                | Labret-Piercing | Tupí                                                                                      |
| Winnebago      | Vereinigte Staaten                                       | Tätowierung |                                                                                           |
| Yamacraw       | Vereinigte Staaten                                       | Tätowierung | Yamacraw                                                                                  |
| Yanomami       | Brasilien, Venezuela                                     | Im Kindesalter werden Lippen und Nasenscheidewand durchstochen und, in Form von Labret- und Septum-Piercings, als Pfeil-Stäbe bezeichneten Schmuckstifte eingesetzt. Während Frauen bis zu drei symmetrisch angeordnete Stäbe in der Unterlippe tragen, wird Männern in der Regel lediglich ein Stab in der Mitte eingesetzt. Außerdem ist das Tragen von Ohrschmuck üblich. | Yanomami                                                                                  |
| Zo’é           | Brasilien                                                | Lippenpflock | Zo’é mit Lippenpflock                                                                     |

## Asien
| Adivasi       | Indien           | Tätowierung | Adivasi                                                                    |         |        |                                                    |  |
| Aeta          | Philippinen      | Die Aeta tragen Skarifizierungen (Tuktuk) am Rücken, den Armen, der Brust, den Beinen, den Händen, den Waden und am Bauch, die sie dann mit Feuer, Kalk und anderen Mitteln reizen, damit sich wirkungsvolle Wundmale ausbilden. Außerdem feilen sie die Zähne zu spitzen Stummeln (Tayad). | Gruppe von Negritos, zu denen man die Aeta zählt                           |         |        |                                                    |  |
| Ainu          | Japan            | Die ehemalig von den Frauen der japanischen Ureinwohner Ainu getragenen traditionellen Tätowierungen hießen Anci-Piri. Sie waren religiösen Ursprungs und Ausdruck sozialer Rangordnung erwachsener und heiratsfähiger Frauen. | Ainu mit tätowierten Lippen                                                | Apatani | Indien | Geweitete Piercings, Nostril-Piercing, Tätowierung |  |
| Baiga         | Indien           | Tätowierung | Baiga                                                                      |         |        |                                                    |  |
| Bontok        | Philippinen      | Philippinische Stammestätowierungen | Bontok mit Philippinischen Stammestätowierungen                            |         |        |                                                    |  |
| Chin          | Myanmar          | Tätowierung | Chin mit Gesichtstätowierungen                                             |         |        |                                                    |  |
| Derung        | China            | Tätowierung |                                                                            |         |        |                                                    |  |
| Han-Chinesen  | China            | Füßebinden Bei den Han als weitaus größter chinesischer Volksgruppe bestand ab dem hohen Mittelalter bis zum Ende des Kaiserreichs die Sitte, Mädchen und Frauen die Füße durch dauerhafte Bandagierung zu verstümmeln. Ausgenommen hiervon waren aus praktischen Gründen diejenigen, die körperliche Arbeit zu verrichten hatten und in ihrer Bewegungsfreiheit (und Brauchbarkeit) daher nicht beeinträchtigt werden durften. Die Mandschu, die diese Sitte nicht kannten, waren nach Eroberung Chinas Mitte des 17. Jahrhunderts zwar sehr darauf bedacht, äußerlich erkennbare Unterschiede zwischen Mandschu und Han-Chinesen zu beseitigen – notfalls auch mit äußerster Gewalt – und erzwangen daher bei Männern das Tragen von Zopf und mandschurischer Kleidung. Auch fanden sie ihrerseits an vielen Aspekten der chinesischen Kultur Gefallen und übernahmen sie bereitwillig. Die Verstümmelung der Füße lehnten sie für die eigenen Frauen jedoch stets ab, verboten aber nie die Fußverstümmelung von Han-Chinesinnen. Vermutlich spielte das Erscheinungsbild dieser Frauen für sie keine Rolle, da diese in der Öffentlichkeit praktisch nicht sichtbar waren. |                                                                            |         |        |                                                    |  |
| Iban          | Indonesien       | Tätowierung, Geweitete Piercings | Männer mit Tätowierungen auf Schultern und Armen und geweiteten Ohrlöchern |         |        |                                                    |  |
| Juden         | Israel           | Brit Mila | Isaaks Beschneidung, 12. Jh.                                               |         |        |                                                    |  |
| Kayan         | Borneo, Malaysia | Tätowierung, Geweitete Piercings | Kayan mit geweiteten Ohrlöchern                                            |         |        |                                                    |  |
| Kenyah        | Indonesien       | Ampallang, Geweitete Piercings | Kenyah mit geweiteten Ohrlöchern                                           |         |        |                                                    |  |
| Konyak        | Indien, Myanmar  | Tätowierung | Koniak mit Gesichtstätowierung                                             |         |        |                                                    |  |
| Mentawai      | Indonesien       | Die Mentawai betreiben eine rituelle Deformierung der Zähne. Außerdem dekorieren sie Körper und Gesicht mit speziellen Tätowierungen, die zu den ältesten der Geschichte zählen. Sie dienen sowohl als Schönheitsmal, als auch dem Gleichgewicht zwischen Körper und Universum. Nach dem Glauben der Mentawai können sie zudem nach ihrem Tod anhand der Tätowierungen von ihren Vorfahren erkannt werden. | Rituelle Deformierung der Zähne                                            |         |        |                                                    |  |
| Naga          | Indien, Myanmar  | Gedehnte Piercings, Nostril-Piercing | Naga                                                                       |         |        |                                                    |  |
| Tamang        | Nepal            | Gedehnte Piercings, Septum-Piercing | Tamang                                                                     |         |        |                                                    |  |
| Padaung       | Myanmar          | Giraffenhals | Padaung                                                                    |         |        |                                                    |  |
| Ryūkyū-Völker | Japan            | Hajichi | Hajichi                                                                    |         |        |                                                    |  |
| Tschuktschen  | Russland         | Tätowierung | Tschuktschen-Tätowierung                                                   |         |        |                                                    |  |
| Visaya        | Philippinen      | Philippinische Stammestätowierungen | Bisaya mit Philippinischen Stammestätowierungen                            |         |        |                                                    |  |
| Yupik         | Russland         | Tätowierung | Yupik beim Tätowieren                                                      |         |        |                                                    |  |

## Australien und Ozeanien
| Ethnie                          | Staat/Region                      | Traditionelle Körpermodifikation | Bild                                                                                |
| ------------------------------- | --------------------------------- | --- | ----------------------------------------------------------------------------------- |
| Aborigines                      | Australien                        | Die Aborigines trugen Skarifizierungen, Subinzisionen und teilweise lange Stäbe oder Knochen in der Nasenscheidewand um die Nase aus ästhetisch-erotischen Gründen platter erscheinen zu lassen. | Aborigine mit Skarifizierung                                                        |
| Aroma                           | Papua-Neuguinea                   | Tätowierung |                                                                                     |
| Asmat                           | Indonesien (Neuguinea)            | Die Krieger der Asmat fielen mit besonders martialisch wirkenden Septum-Piercings, sogenannten „bipane“, auf. Dabei handelte es sich um flache, bis zu mehreren Zentimeter breite Muschelplatten, deren Form an das Gewaff der Wildschweine erinnert. Um den in der Nasenscheidewand sitzenden Steg wurde dem Tragekomfort wegen ein oft auch wohlriechendes Harz aufgetragen. Andere Schmuckstücke der Asmat für das stark geweitete oder eingeschnittene Septum waren aus Schweineknochen, oder mitunter auch aus dem Schienbein eines getöteten Feindes gefertigt und wurden „ooch“ oder „otsj“ genannt. Diese konnten einen Durchmesser von bis zu 25 Millimetern aufweisen. | Nasenschmuck der Asmat                                                              |
| Chambri                         | Papua-Neuguinea                   | Am Mittelsepik sind Skarifizierungen zentraler Bestandteil eines mehrwöchigen traditionellen Initiationsrituals, das eng mit der mythologischen Schöpfungsgeschichte der Dorfgemeinschaften verbunden ist. Dabei soll die Haut eines Krokodils nachgebildet werden, das als spirituelles Schöpfungswesen verehrt wird. |                                                                                     |
| Dani                            | Papua-Neuguinea                   | Septum-Piercing |                                                                                     |
| Fayu                            | Neuguinea                         | Die Männer der Fayu tragen Septum-Piercings und beidseitige Nostril-Piercings |                                                                                     |
| Fidschianer                     | Fidschi                           | Tätowierung. Historisch: nur Mädchen nach der Geschlechtsreife und Frauen, mit fortschreitender Tatauierung im unteren Bauch- und Schambereich. Religiöse Begründung: Untätowierte Frauen würden nach dem Tod in der Unterwelt durch den Schöpfergott Degei (Ndengei) bestraft. Die Tätowierung war für Außenstehende durch Verdeckung mit dem Bastschurz, dem liku, nicht sichtbar, sie hatte keine nach außen gerichtete Schmuckfunktion. Neben der Farb- und Schwarz-weiß-Tätowierung mit kleinen mehrzähnigen Hämmern („Zahn“ genannt), die auf Fidschi nur von Frauen ausgeübt wurde, erhielten Frauen auf Rücken und Armen auch linien- oder V-förmige Narbentätowierungen. Zusätzlich wurden an den Mundwinkeln blaue Kreistattoos vorgenommen, an deren Form man auch die Fortschritte bei oder Vollständigkeit der Tätowierung im Intimbereich erkennen konnte. Einzig erhaltene Skizze einer derartigen Tätowierung stammt von Theodor Kleinschmidt aus dem Jahr 1875, unwissenschaftlich berichtet wurde sie noch bis in die Mitte des 20. Jahrhunderts. Die Linien- und Zackenmuster seien ähnlich denen auf den geflochtenen Tapas gewesen. Männer hatten, außer der im Knabenalter üblichen Beschneidung, in früheren Zeiten selten Tätowierungen, die wohl eher aus Kontakten mit Tonganern und Samoanern stammten, bei denen primär Männer tätowiert wurden. Sie zierten sich bevorzugt mit farbigen Gesichtsbemalungen und den hierfür berühmten Haarperücken. |                                                                                     |
| Hula                            | Papua-Neuguinea                   | Tätowierung |                                                                                     |
| Iatmul                          | Papua-Neuguinea                   | Am Mittelsepik sind Skarifizierungen zentraler Bestandteil eines mehrwöchigen traditionellen Initiationsrituals, das eng mit der mythologischen Schöpfungsgeschichte der Dorfgemeinschaften verbunden ist. Dabei soll die Haut eines Krokodils nachgebildet werden, das als spirituelles Schöpfungswesen verehrt wird. | Holzschnitzerei der Iatmul mit Skarifizierungen                                     |
| Kaningara                       | Papua-Neuguinea                   | Am Mittelsepik sind Skarifizierungen zentraler Bestandteil eines mehrwöchigen traditionellen Initiationsrituals, das eng mit der mythologischen Schöpfungsgeschichte der Dorfgemeinschaften verbunden ist. Dabei soll die Haut eines Krokodils nachgebildet werden, das als spirituelles Schöpfungswesen verehrt wird. |                                                                                     |
| Koita                           | Papua-Neuguinea                   | Frauen der Koita wurden ab einem Alter von fünf Jahren tätowiert und die Tätowierung jährlich erweitert. Zuletzt erhielten sie V-förmige Streifen auf der Brust, was sie als heiratsfähig auswies. | Koita mit Tätowierung                                                               |
|                                 | Lugunor (Insel der Karolinen)     | Tätowierung |                                                                                     |
| Mailu                           | Papua-Neuguinea                   | Tätowierung |                                                                                     |
| Māori                           | Neuseeland                        | Die typischen, vor allem auch im Gesicht getragenen Tätowierungen der Māori, wurden mit Kratz- und Schabwerkzeugen eingeritzt und führten somit zu narbigen Erhebungen. Die Muster waren Ausdruck von Rang und Herkunft des Trägers und wurden zur Adoleszenz eingeritzt. | Tā moko                                                                             |
| Marshall-Insulaner              | Marshallinseln                    | Tätowierung |                                                                                     |
| Marquesaner                     | Französisch-Polynesien: Marquesas | Ganzkörper-Tätowierung Junge Männer wurden ab ca. 18 Jahren tätowiert, wobei eine volle Körpertätowierung bis ins Alter von 30 dauerte, ohne jedoch einen Abschluss zu finden. Frauen wurden i. A. an Händen, Fußknöcheln, Lippen und hinter den Ohren tätowiert. Die überaus komplexen Muster wurden von den tuhuka patu tiki (Tattoospezialisten) ausgeführt. Der Vorgang hatte etwas Heiliges an sich. | Tätowierter Krieger aus dem Buch von K.v.d. Steinen: Die Marquesaner und ihre Kunst |
| Mekeo                           | Papua-Neuguinea                   | Tätowierung |                                                                                     |
| Motu                            | Papua-Neuguinea                   | Tätowierung |                                                                                     |
| Palauer                         | Palau                             | Tatauierungen waren bis ins 20. Jahrhundert zentraler Bestandteil von Kultur und Gesellschaft, sowie Indikator für Stand und Reichtum des Trägers. Sie wurden von beiden Geschlechtern getragen. Bei Frauen waren sie allerdings von besonderer Bedeutung. | Tatauierung in Palau                                                                |
| Papua                           | Papua-Neuguinea                   | Septum-Piercing | Papuas                                                                              |
| Rapanui, Osterinsel-Bevölkerung | Osterinsel                        | Gesichts-, Hals-, Körpertätowierung | Vogelmenschtattoo einer Rapanui, 1891, William J. Thomson                           |
| Salomoner                       | Salomonen                         | Bewohner der Salomonen trugen Septum-Piercings mit Nasenstäben die meist aus Muschelkalk bestanden. | Nasenschmuck aus Muschelkalk von den Salomonen                                      |
| Samoaner                        | Samoa                             | Tätowierung, traditionell bei Männern Peʻa: von der Hüfte bis zu den Knien, als „Kniehose“ bezeichnet. | Traditionelles männliches samoanisches Tattoo, von der Hüfte hinunter zu den Knien  |
| Waima                           | Papua-Neuguinea                   | Tätowierung |                                                                                     |
| Yaper                           | Yap                               | Tätowierungen | Tätowierungen von Bewohnern der Insel Yap                                           |

## Europa
| Ethnie    | Staat/Region                                                                                         | Traditionelle Körpermodifikation | Bild                                                               |
| --------- | --- | --- | ------------------------------------------------------------------ |
| Alamannen | heutiges Baden-Württemberg und Elsass, Bayerisch-Schwaben, Deutschschweiz, Liechtenstein, Vorarlberg | Beeinflusst durch die Hunnen, trugen die Alamannen Schädeldeformationen, die vermutlich Zeichen einer besonderen gesellschaftlichen Stellung waren. | Künstlich deformierter Schädel einer 30- bis 40-jährigen Alamannin |
| Aromunen  | Mazedonien                                                                                           | Bis zur ersten Hälfte des 20. Jahrhunderts wurde den Mädchen im Alter von etwa 13–14 Jahren ein Kreuz auf die Stirn tätowiert, um sie vor Verschleppungen durch Osmanen zu schützen. Es wurde in der Regel zentriert oberhalb des Nasenrückens zwischen den Augen platziert. Außerdem wurden Mädchen die Namen ihrer Brüder auf die Hände und über die Finger tätowiert. Für die Farbe wurde zerriebene Holzkohle mit Alkohol gemischt und mit Nadelstichen in die Haut eingebracht.                                                | Aromunin                                                           |
| Bajuwaren | Altbayern, Österreich, Südtirol                                                                      | Unter den Bajuwaren wurden Schädeldeformationen durchgeführt, die vermutlich auf eine besondere gesellschaftliche Stellung verwiesen. Der Brauch wurde von den Hunnen übernommen, die ihn wiederum vermutlich aus Asien nach Mitteleuropa brachten. |                                                                    |
| Burgunden | | Unter den Burgunden wurden Schädeldeformationen durchgeführt. Der Brauch wurde von den Hunnen übernommen, die ihn wiederum vermutlich aus Asien nach Mitteleuropa brachten. |                                                                    |
| Gepiden   | späteres Rumänien                                                                                    | Unter den Gepiden wurden, vor allem im 5. und bis ins 6. Jh. n. Chr., Schädeldeformationen durchgeführt. Der Brauch wurde von den Hunnen übernommen, die ihn wiederum vermutlich aus Asien nach Mitteleuropa brachten. |                                                                    |
| Goten     | Römisches Reich                                                                                      | Unter den Goten wurden, vor allem im 5. und bis ins 6. Jh. n. Chr., Schädeldeformationen durchgeführt. Der Brauch wurde von den Hunnen übernommen, die ihn wiederum vermutlich aus Asien nach Mitteleuropa brachten. Die Deformation war vermutlich Zeichen einer besonderen gesellschaftlichen Stellung. |                                                                    |
| Hunnen    | Byzantinisches Reich                                                                                 | Die Hunnen führten Schädeldeformationen durch. Den Brauch brachten sie vermutlich aus Asien nach Mitteleuropa. |                                                                    |
| Kroaten   | Bosnien und Herzegowina                                                                              | Unter katholischen Kroatinnen waren bis etwa Mitte des 20. Jahrhunderts blaue Tätowierungen auf den Händen, den Vorderarmen, der Brust und seltener auch auf der Stirn verbreitet. Die Motive bestanden vor allem aus christlichen Symbolen und Stećak-Ornamenten, die meist das Kreuz als zentrales Motiv darstellten. Die Tradition ist auf die Eroberung Bosniens durch die Osmanen im Jahr 1463 zurückzuführen und verlor durch den geringeren Stellenwert der Religion im ehemaligen sozialistischen Jugoslawien an Bedeutung. | Zeichnung einer bosnischen Kroatin mit katholischen Tätowierungen  |
| Pikten    | Schottland                                                                                           | Tätowierung | Vorstellung einer piktischen Frau                                  |
| Thüringer | späteres Thüringen                                                                                   | Unter den Thüringern wurden Schädeldeformationen durchgeführt. Der Brauch wurde von den Hunnen übernommen, die ihn wiederum vermutlich aus Asien nach Mitteleuropa brachten und war vermutlich Zeichen einer besonderen gesellschaftlichen Stellung. |                                                                    |